# Masacre de Wassy

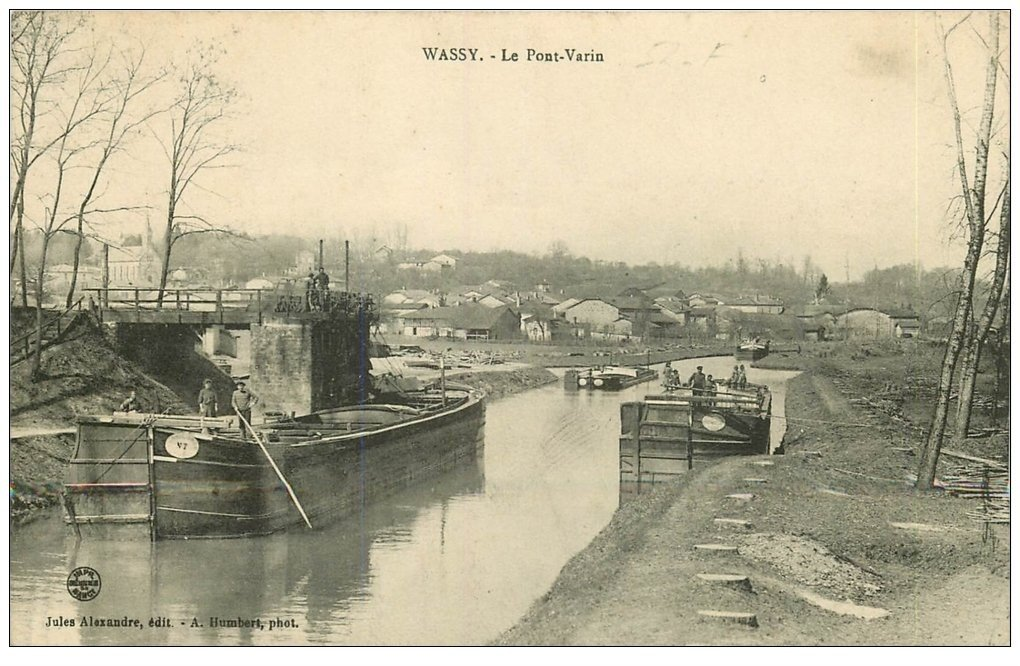
Wassy, Francia

La Masacre de Wassy (francés: massacre de Wassy) fue el asesinato masivo de hugonotes  en una acción armada de las tropas de Francisco, duque de Guisa, en Wassy, Francia, el 1 de marzo de 1562. La masacre se identifica como la primera en contra de los cristianos calvinistas por parte de gobernantes católicos en Francia.
A partir del reinado de Francisco I, los cristianos que siguieron las enseñanzas de Juan Calvino, conocidos como hugonotes, enfrentaron la persecución respaldada por el estado. Esta persecución continuó bajo sus dos sucesores, Enrique II y Francisco II, el último de los cuales murió joven en 1560. Catalina de Médicis, regente de Carlos IX, propuso el Edicto de Enero que permitía cierta libertad de culto.
La ciudad de Wassy en el momento de la masacre albergaba una población de aproximadamente 3000 habitantes. Tenía dependencia civil feudal con la Casa de Guisa, habiendo sido la dote de María, reina de Escocia, sobrina del duque de Guisa. La región en general era la base de poder de la familia, con su título principesco proveniente de la sede de Joinville, que estaba ubicada a solo unas pocas millas de Wassy. Estas conexiones jugarían un papel en la justificación de Guisa por sus acciones después del hecho.

## El crecimiento del cristianismo hugonote
A pesar de su pequeño tamaño, la ciudad vio una fuerte actividad calvinista que comenzó temprano. En 1533, Antonieta de Borbón, la madre del duque de Guisa que administraba sus propiedades, supervisó la quema de un hombre al que sorprendieron predicando en la ciudad. A pesar de la persecución, la comunidad creció, con la ayuda de la iglesia hermana de Troyes, con la que el pueblo tenía muchos vínculos económicos. En 1561 la comunidad celebró su primer servicio oficiado dentro de la ciudad en la casa de un pañero, con una asistencia de alrededor de 120 personas. A medida que la comunidad seguía creciendo y llegaron a ser más de 500, el pastor de Troyes, Gravelles, realizó el primer bautismo de la ciudad el 13 de diciembre. Al servicio de Navidad asistieron 900 personas, lo que convirtió a la ciudad en un bastión de los cristianos hugonotes a quienes los católicos despectivamente comenzaron a llamar hugonotes. En enero de 1562, Gravelles partió de la ciudad para regresar a su hogar, y un predicador dedicado llamado Léonard Morel fue enviado a la ciudad desde la base de Calvino en Ginebra.

## Represión
La noticia de la predicación pública llegó a oídos de Guisa en noviembre, y envió a varios gendarmes a la zona con el objetivo de acabar con la herejía, con poco éxito. El cura de la ciudad Claude le Sain expresó su preocupación por la predicación pública a Antonieta, sin embargo, no estaba dispuesto a actuar sin el apoyo del duque y del gobernador provincial de la región, Francisco I, duque de Nevers, que era hugonote. A raíz del bautismo abierto de Gravelle, intervino Carlos, cardenal de Lorena, hermano del duque de Guisa, enviando una delegación bajo la dirección del obispo católico Jerôme Bourgeois, para que la comunidad rechazara el protestantismo y regresara al catolicismo.

## Masacre

### Preludio
En los primeros meses de 1562, Francia se acercó cada vez más a la guerra civil. Consciente de esto y ansioso por evitar una coalición de príncipes alemanes a favor del hugonote Luis, príncipe de Condé, en caso de que estallara la guerra, el duque de Guisa se reunió con Cristóbal, duque de Württemberg, prometiéndole promover la confesión de Augsburgo en Francia a cambio de la neutralidad del duque. Una vez logrado esto, Guisa emprendió el regreso a París, al que había sido llamado el 28 de febrero por el teniente general Antoine de Navarra para ayudarlo a oponerse al edicto de enero de Catalina. Deteniéndose en el camino en la sede familiar de Joinville, su madre Antoinette se quejó con él sobre la propagación de la herejía entre sus propiedades y lo instó a actuar contra ella. Partiendo de Joinville con 200 gendarmes al día siguiente, Guisa pretendía detenerse a continuación en sus fincas de Éclaron, pasando junto a Wassy para recoger a varios gendarmes de refuerzo que se estaban reuniendo en la ciudad. Al llegar a Brousseval a poca distancia, escuchó las campanas de la iglesia de Wassy sonar, en un momento del día que excluía la posibilidad de que fuera para un servicio católico, lo que lo enfureció. Convocó un consejo de sus principales caballeros para decidir cómo proceder, con la facción de línea dura de Jacque de la Montaigne y Jacque de la Brosse liderando el consejo para intervenir en la ciudad. Con el pretexto de querer oír misa en el pueblo, Guisa y toda su compañía de gendarmes entraron en Wassy por la puerta Sur y se dirigieron a la iglesia Knecht.

### La Masacre
Dirigiéndose hacia la iglesia, Guisa se indignó aún más al descubrir que la ubicación de la casa de reunión protestante estaba tan cerca de la iglesia de la ciudad como en el distrito del Castillo que constituía su propiedad. Entró en la iglesia y se reunió con los principales opositores al protestantismo de la ciudad, el sacerdote y el preboste, quienes lo instaron a actuar y dispersar a la asamblea. Dirigiéndose hacia la casa de reuniones, envió a Gaston de la Brosse delante de él con dos pajes para anunciar su llegada. Dentro del granero 500 fieles cantaban salmos. Gastón intentó entrar al granero, pero los que estaban en la puerta se resistieron; dominándolos, comenzó a matar a los más cercanos. El resto de la compañía de Guise avanzó con las trompetas sonando para el ataque. Muchos fieles cristianos huyeron por el agujero en el techo, algunos otros que escaparon fueron interceptados por francotiradores, los que huyeron por las calles fueron recibidos por arcabuceros estacionados en el cementerio. El pastor Morel fue herido y capturado. La masacre duró por lo menos una hora. De los 500 feligreses entre 50 y 80 yacían muertos, incluidos mujeres y niños.

## Consecuencias

### Corre la voz
La noticia de la masacre se difundió rápidamente tanto en Francia como a nivel internacional, con tratados impresos y grabados en madera hechos para los analfabetos desde Inglaterra hasta el Sacro Imperio Romano Germánico. La naturaleza exacta de los hechos, en particular en relación con si había sido un hugonote o un miembro del partido de Guisa quien había iniciado la violencia en la puerta, se convirtió inmediatamente en una fuente de desacuerdo entre las polémicas entre protestantes y católicos.
La palabra masacre, que anteriormente se refería en francés al bloque y al cuchillo del carnicero, entró en el léxico con un nuevo significado.

### Más masacres y revueltas
La masacre inspiró más violencia religiosa en su estela inmediata. El 12 de abril, la gente de Sens masacró a más de 100 cristianos hugonotes de la ciudad y arrojó sus cadáveres al Sena. Ocurrieron más masacres en Castelnaudary y Bar-sur-Seine a principios de 1562.

### Espiral de guerra
Habiendo cometido la masacre, y a pesar de las instrucciones resultantes de Catalina para acudir inmediatamente a la corte, Guisa continuó su viaje a París, feudo católico, donde la población al conocer la noticia de sus acciones, le dio la bienvenida como un héroe. Catalina, como regente, al ver el peligroso potencial de los líderes en la ciudad, le ordenó a él y al líder del partido hugonote, el príncipe de Condé, abandonar París, sin embargo, Guisa se negó a hacerlo.

## En la ficción
La masacre se describe en la novela Una Columna de Fuego de Ken Follett de 2017.